# Тодорка Йорданова
Тодорка Йорданова (3 січня 1956) — болгарська баскетболістка.
Бронзова призерка Олімпійських ігор 1976 року.